# Lyriothemis latro
Lyriothemis latro är en trollsländeart som beskrevs av James George Needham och Gyger 1937. Lyriothemis latro ingår i släktet Lyriothemis och familjen segeltrollsländor. Inga underarter finns listade i Catalogue of Life.